# Acanthiza
Acanthiza, es un género de Ave Passeriformes de la familia de los Acanthizidae, contiene 13 especies que habitan en Australia. Son pequeñas aves insectívoras que alcanzan los 10 centímetros de diámetro y pesan unos 7 gramos.

## Especies
- Acanthiza apicalis (Gould, 1847)
- Acanthiza chrysorrhoa (Quoy & Gaimard, 1830)
- Acanthiza ewingii (Gould, 1844)
- Acanthiza inornata (Gould, 1841)
- Acanthiza iredalei (Mathews, 1911)
- Acanthiza katherina (De Vis, 1905)
- Acanthiza lineata (Gould, 1838)
- Acanthiza murina (De Vis, 1897)
- Acanthiza nana (Vigors & Horsfield, 1827)
- Acanthiza pusilla (White, 1790)
- Acanthiza reguloides (Vigors & Horsfield, 1827)
- Acanthiza robustirostris (Milligan, 1903)
- Acanthiza uropygialis (Gould, 1838)